# フランツ・ブルンスヴィック
フランツ・ブルンスヴィック・デ・コロンパ（Franz Brunsvik de Korompa, 1777年9月25日 - 1849年10月23日）は、ハンガリーの伯爵、チェリスト、劇場主。ハンガリー名はブルンスヴィク・フェレンツ（Brunszvik Ferenc）

## 生涯
ブルンスヴィックはポジョニ（現スロヴァキア首都ブラチスラヴァ）でハンガリー貴族の旧家に生まれた。祖父はハンガリー王室の財務官を務めたヨーゼフ・ブルンスヴィック伯爵であり、彼がコロンパに所有していた地所で、ブルンスヴィック家の子どもたちはたびたび夏を過ごした。父はアナトール・ブルンスヴィック、母アンナ・ブルンスヴィックは結婚するまでヴァンケル・フォン・ジーベルク女男爵であった。姉にテレーゼ、妹にヨゼフィーネがいた。
一家は主にブダの街を見下ろす山に建つ宮殿で暮らした。そこにはレオナルド・ダ・ヴィンチ、アルブレヒト・デューラーやレンブラントらの作品など、300点を超える貴重な絵画を収めた美術館も備えられていた。屋敷には他にも6000冊の蔵書を有する大規模な図書館や鉱物展示室があった。
ブルンスヴィックは頻繁にウィーンに赴いており、そこでは妹ヨゼフィーネも1799年に結婚して以降、ローテトゥーム通り691番地のデイム邸で暮らしていた。優れたチェロの腕前を持っていたブルンスヴィックは、1799年秋に妹を通じてルートヴィヒ・ヴァン・ベートーヴェンと知り合う。間もなく、2人の関係は互いを「君」と呼び合うような親友の間柄へと発展した。彼らの仲が特に深まったのは1806年から1812年にかけてであった。ベートーヴェンはこの時期に2つの重要なピアノ作品、ピアノソナタ第23番（熱情）作品57（1807年）と幻想曲作品77（1810年）をブルンスヴィックに献呈している。1809年にマルトンヴァーシャールに所有する私有地の管理をすることになったが、ベートーヴェンとの書簡のやり取りは1814年まで続けられた。
ブルンスヴィックは1819年にペシュトの劇場の支配人となり、1823年にはピアニストのジドーニエ・ユスト（Sidonie Justh, 1801年 – 1866年）と結婚する。夫妻は作曲家でピアニストのステファン・ヘラーなどと交流した。夫妻は1838年8月25日にペシュトのAdelskasinoで行われた、当時まだ7歳のヨーゼフ・ヨアヒムのデビュー公演を聴きに来ており、その結果彼を後押しすることになった。
ブルンスヴィックはウィーンに没した。